# Ryuki Miura
Ryuki Miura (三浦 龍輝 Miura, Ryuki?), född 17 maj 1992 i Tokyo prefektur, är en japansk fotbollsspelare.
Miura började sin karriär 2015 i Kashiwa Reysol. 2016 flyttade han till AC Nagano Parceiro. Han spelade 15 ligamatcher för klubben. 2017 flyttade han till Júbilo Iwata.